# 카엥 크라찬 국립공원
카엥 크라찬 국립공원(Kaeng Krachan National Park, อุทยานแห่งชาติแก่งกระจาน)은 태국 최대의 국립공원이다. 미얀마와 경계를 두고 있으며 후아힌 군의 관광 도시와 근접한 공원으로 잘 알려져 있다.
카엥 크라찬 국립공원은 면적이 약 3,000km2에 이른다. 이 공원은 미얀마까지 이어지는 거대한 열대우림의 일부이다. 이 공원에는 코끼리, 호랑이, 표범, 곰, 사슴 등 약 40종의 포유동물이 살고 있다.
2021년 태국의 유네스코 자연유산에 등재되었다.